# Російський імператорський дім
Російський імператорський дім, Імператорське прізвище — безпосередні представники роду Гольштейн-Готторп-Романових, що займали імператорський престол Російської імперії, і їх сім'я, чиї права і обов'язки визначалися законодавством Російської імперії, особливо законами про імператорську фамілію — «Установами про Імператорське Прізвище» 1797 та 1886 років.
Крім власне Романових межі XIX—XX століть включав також деяких представників династій лейхтенберзьких, ольденбурзьких і мекленбурзьких правителів як нащадків імператорів жіночої лінії.

## Прізвище та рід
«Юридично питання про іменування династії тоді [після смерті Єлизавети Петрівни у 1762] не було врегульовано. Петро III зробити цього, мабуть, не встиг, а Катерина II не стала привертати до цієї делікатної проблеми особливої уваги. Надалі, у міру зміцнення царюючої династії, необхідність у цьому відпала».
Ю. Кузьмін, який досліджував питання іменування династії, пише, що «незрозуміла ситуація з ім'ям правлячої династії призвела до того, що її просто перестали вказувати». Прізвище «Романови» не згадується у Основних державних законах 1906 року, а ст. 25 лише говориться, що «Імператорський Всеросійський Престол є спадковий в імператорському Домі, що нині благополучно царює». У енциклопедичних словниках ХІХ століття цю проблему також обходиться стороною.
У Росії «згадали про „Романових“ напередодні 300-річчя обрання на престол царя Михайла Федоровича. До цього поняття „Дім Романових“ дуже рідко зустрічалося навіть у назвах книг. Пишні свята мали сприяти формуванню позитивного образу монархії, показати відданість народних мас самодержцю. Важливим моментом в ідеології урочистостей була демонстрація наступності між Миколою II та справжнім родом Романових. Саме після цього ювілею поняття „Дому Романових“ стало активно використовуватися в житті та літературі». Напередодні цього, однак, чиновники дійшли висновку, що «йменування Російської імператорського прізвища домом Романових неправильне не тому, що вони фактично не є Романовими, а тому, що це сімейство зовсім не має прізвища як такого». Це викликало проблеми з ім'ям персон, котрі вступають у морганатичний шлюб, чи їх нащадків.
У 1911 році великі князі на прохання імператора влаштували нараду, що стосується морганатичних шлюбів, де зокрема обговорювалися прізвища, які повинні присвоюватися таким дружинам і нащадкам. Показовими висловлені там думки: «…міністр юстиції нагадав, що прізвище Романових у Основних законах згадується лише за описі родового герба дому Романових, Великі Князі і Княгині, Князі і Княжни Крові іменуються у документах лише ім'ям і по батькові; за силою Установи про Імператорське Прізвище членам не присвоєно жодного прізвища, і, зокрема, прізвища Романових, а тому надання особам, які не належать до Царствуючого Імператорського Дому, прізвища князів Романових, мабуть з'явилося б даруванням їм особливо особами, які мають права Членів Імператорського Дому». Через війну уніфікації не було зроблено.

## Члени
Після прийняття Акту про престолонаслідування (1797), що вводив у Росії успадкування престолу за законом, члени Російського імператорського дому — особлива спільнота, виділена із станової системи того часу на тій підставі, що вони за відомих умов можуть бути покликані до успадкування престолу або пов'язані законним шлюбом з особами, які мають право на престол.
З 1762 по 1917 р. у складі імператорського прізвища було 7 імператорів і 7 імператриць, 31 великий князь, 17 великих княгинь, 30 великих князівен (з них 5 стали російськими великими княгинями), 14 князів імператорської крові, 1 княгиня крові та 12 княжон.
Всього 114 осіб, які поділялися за категоріями:
1. Імператор
2. Імператриця; імператриця-вдова.
3. Спадкоємець-цесаревич та його дружина.

Інші члени імператорського прізвища поділяються на три категорії:
1. діти, брати, сестри, а в чоловічому поколінні — і онуки імператорів користуються титулом Імператорських Високостей, великих князів і великих князівен.
2. (з 1885 року) правнуки імператорів (а в роді кожного правнука — лише старший син та його старші, за правом первородства, нащадки чоловічої статі та покоління), користуються титулом Високості князів та князівен Крові Імператорської
3. (з 1885 року) молодші діти правнуків та їхні нащадки у чоловічих лініях отримують титул Світлості, князів та князівен Крові Імператорської

Відмінністю цих титулів визначається і відмінність у правах на герб, ордени, ін. зовнішні переваги та зміст.
Через різні обставини в Росії влаштувалися додаткові лінії Романових — деякі іноземні родичі імператриць, а три великі князівни, ставши дружинами іноземних принців, залишилися на батьківщині. Це герцоги Лейхтенберзькі (28 осіб), Ольденбурзькі (13), Мекленбург-Стреліцькі (4), Вюртембергські та деякі інші. Усього понад 40 осіб.
Ще кілька десятків людей належать до морганатичних та побічних родин членів прізвища.

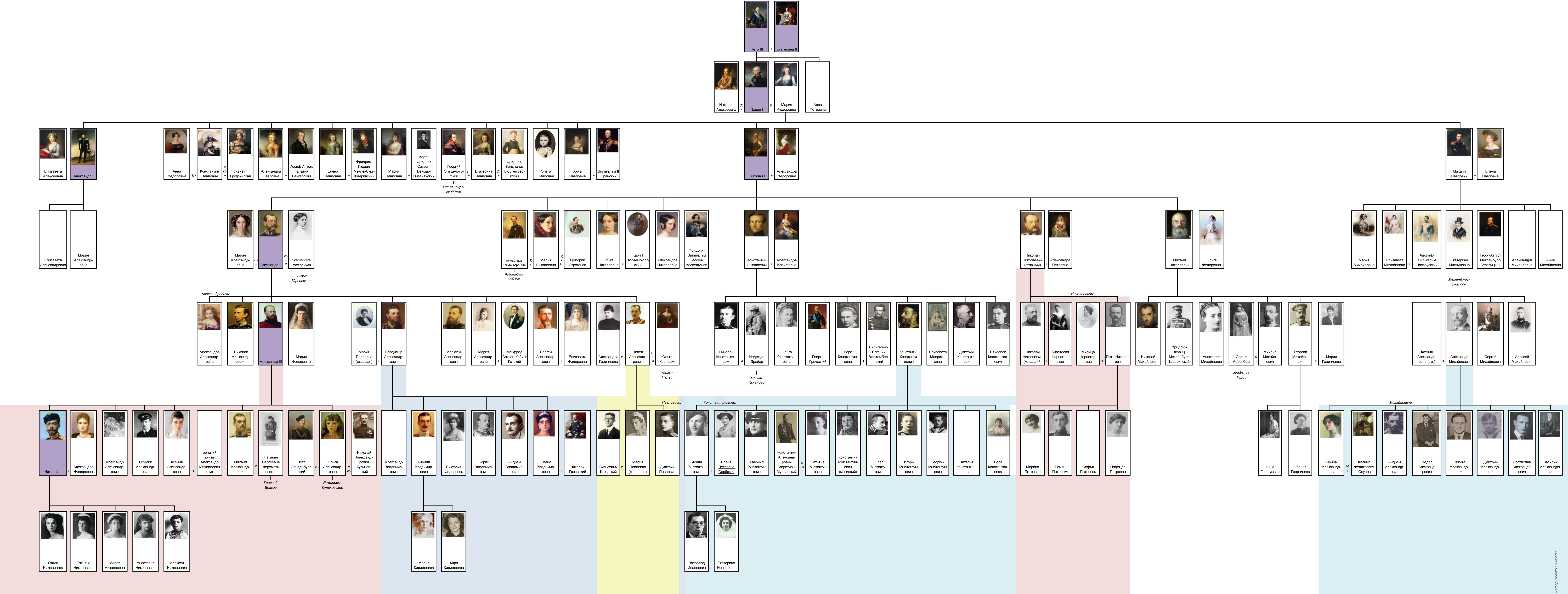
Російський імператорський дім із 1762 по 1917 рік (без додаткових ліній)
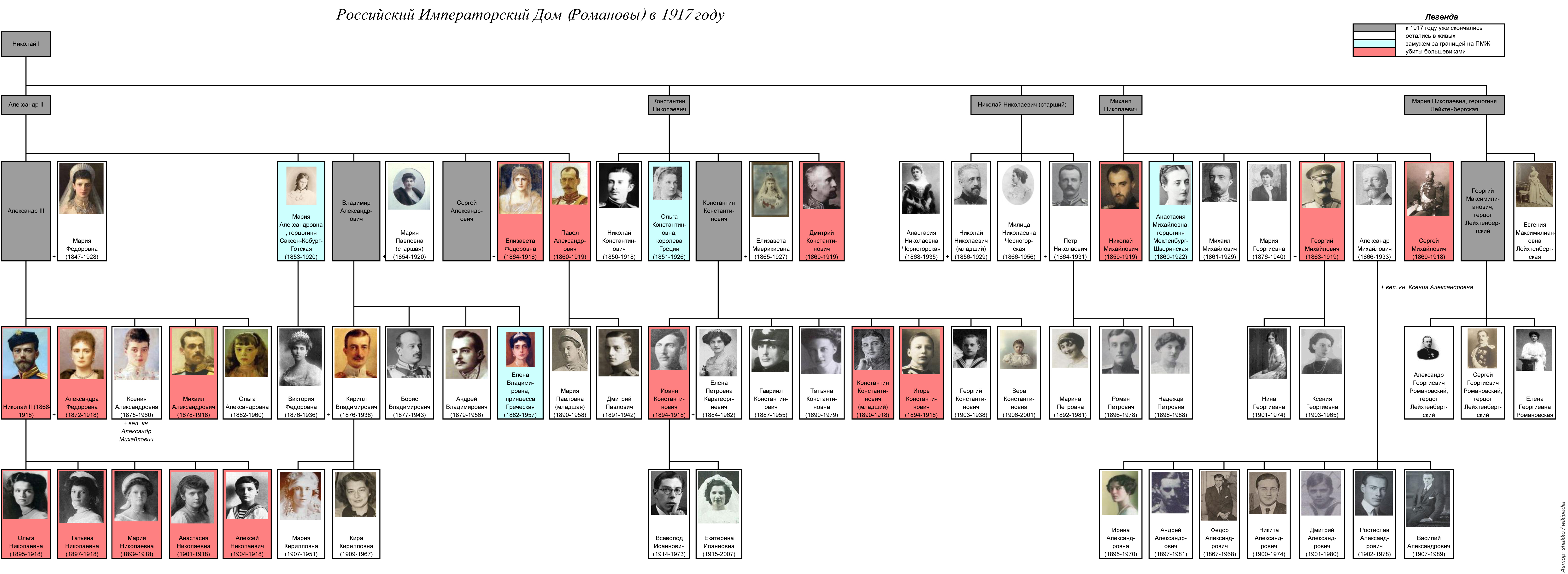
Російський імператорський дім на 1917 (з додатковими лініями)

#### Додаткові лінії
У 2-й половині XIX століття три додаткові гілки Романових (по жіночій лінії) входили в Російський Імператорський Дім:
1. Лейхтенберзький дім , гілка, що походила від великої княгині Марії Миколаївни (дочки Миколи I) та її чоловіка герцога Максиміліана Лейхтенберзького.
2. Ольденбурзький дім , гілка, що походила від герцога Ольденбурзького Петра Георгійовича, який одружився з Катериною Павлівною.
3. Мекленбурзький дім — гілка, що походить від шлюбу Катерини Михайлівни з герцогом Мекленбург-Стреліцьким.

Приклад іменування:
|  | Князь Микола Максиміліанович Романовський, 4-й герцог Лейхтенберзький (з титулом «Його Імператорська Високість») |

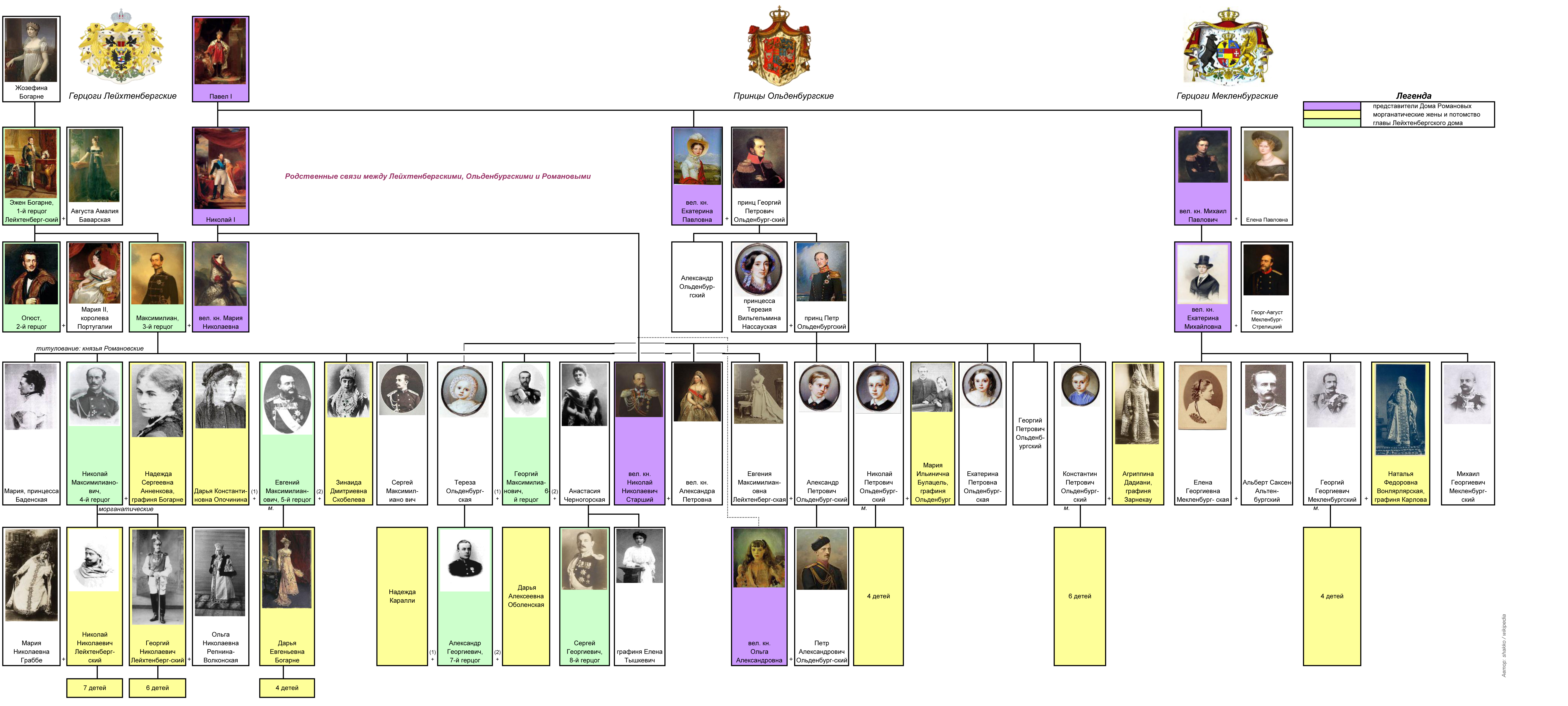
Родовід дерева російських гілок герцогів Лейхтенберзьких, принців Ольденбурзьких, герцогів Мекленбурзьких та їх родинних взаємин з будинком Романових

Також на початку XIX століття до ближнього кола входили родичі імператриць, які опинилися на російській службі:
- герцоги Вюртембергські — родичі імператриці Марії Федорівни (дружини Павла I):
  - Герцог Олександр Вюртембергський — брат, генерал на російській службі[5] .
  - Герцог Олександр Вюртембергський — племінник, син попереднього, полковник на російській службі[6]
  - Герцог Ернст — племінник, брат попереднього, на російській службі[7]
  - Герцог Євген Вюртембергський — племінник (син Євгена Фрідріха Генріха Вюртембергського). Генерал на російській службі[8]
  - Герцог Адам Вюртембергський — племінник (син Людвіга Вюртембергського), двоюрідний брат Олександра І та Миколи I, генерал на російській службі. 20.06. (02.07).1826 найвищим наказом отримав титул Його Королівської Високості[9].
- Принц Олександр Гессен-Дармштадтський — брат імператриці Марії Олександрівни, генерал на російській службі[10].

## «Акт про престолонаслідування»

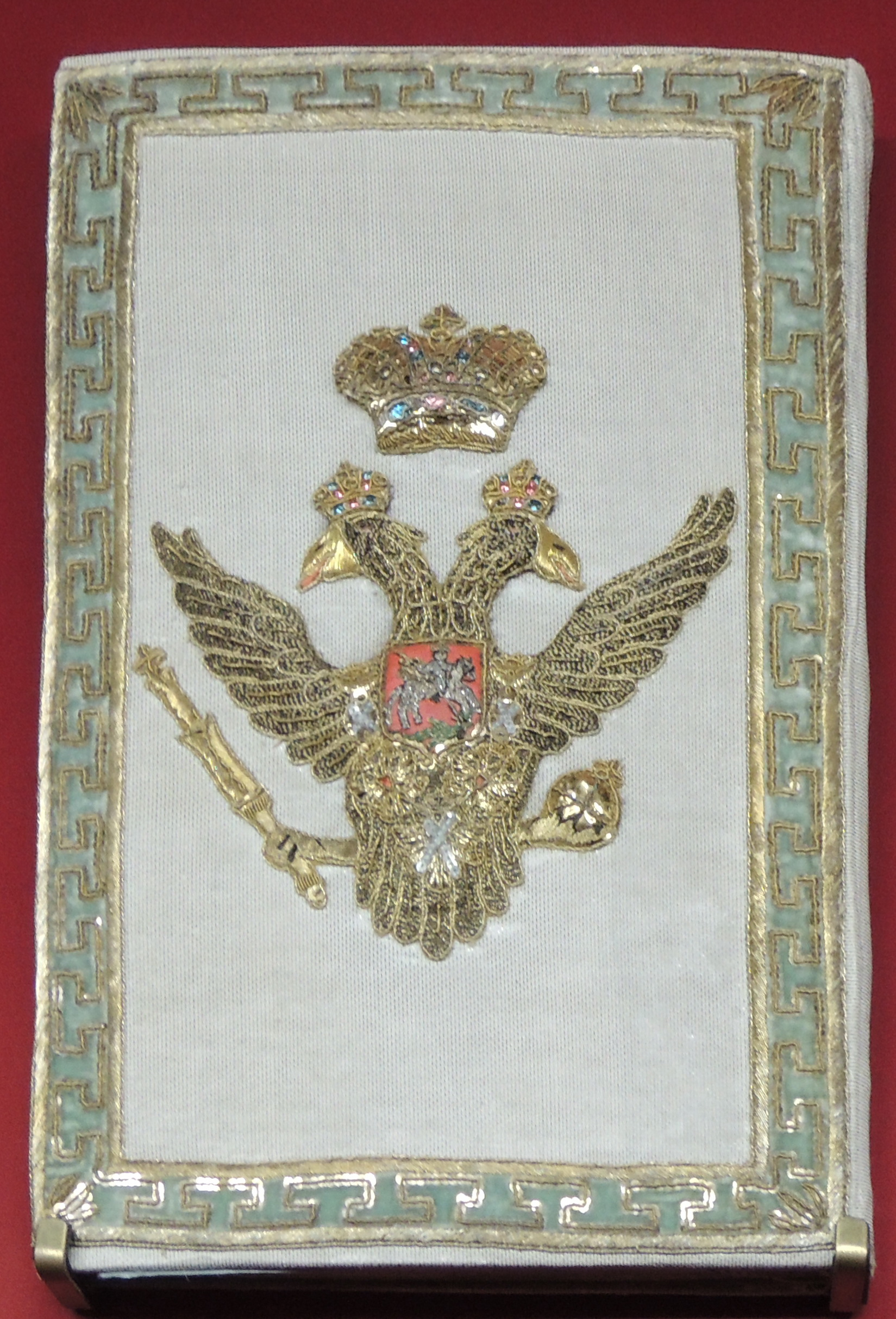
«Установа про Імператорське Прізвище»

Імператор Павло I, одночасно з опублікуванням Акту про престолонаслідування, заради точного визначення прав та обов'язків Членів Царствуючого Будинку, видав 5 квітня 1797 р. «Установа про Імператорське Прізвище», що увійшло до складу основних законів.
На початку ХІХ століття склад Імператорського Прізвища обмежувався 9 дітьми імператора Павла I, у тому числі синів було 4. До 1 січня 1899 р. число членів імператорської прізвища, крім герцогів Лейхтенберзьких, зросла до 51, у тому числі великих князів. Імператор Олександр III визнав необхідним зробити перегляд «Установи» 5 квітня 1797 року, причому указом 24 січня 1885 р. було вирішено обмежити присвоєння звання великих князів і великих княжон лише онуками імператора, тоді як за Установою 1797 р. воно належало і правнукам та праправнукам імператора. Було введено титул Князь імператорської крові.
Нова «Установа про Імператорське Прізвище», вироблена особливою комісією під головуванням великого князя Володимира Олександровича, була затверджена 2 липня 1886 року. Члени Імператорського дому склали особливий клас, переваги якого обумовлюються або тим, що його члени, за відомих умов, можуть бути покликані до успадкування престолу, або тим, що вони пов'язані шлюбом з особами, які мають або можуть мати право на престол.

## Закони
Права члена Імператорського дому набувалися за допомогою законного шлюбу з членом імператорського прізвища та походження від такого шлюбу, причому законність шлюбу передбачала дотримання деяких спеціальних умов. Права та переваги членів імператорського прізвища переходили в низхідній лінії тільки в чоловічому поколінні. Виняток із цього правила встановлено було указом 1852 р. для потомства великої княгині Марії Миколаївни, прирівняної щодо зовнішніх переваг (але не права на утримання) до потомства імператора з чоловічого покоління (див. Герцог Лейхтенберзький). Особи жіночої статі користувалися цими перевагами лише особисто, і то за умови походження від чоловічого покоління царюючого будинку.
Родовід книга Імператорського прізвища зберігалася в Кабінеті Його Величності.
Щодо правлячого імператора на членах імператорського прізвища лежала обов'язки двоякого роду: як до самодержавного государя і як до голови Будинку. Царюючий імператор на підставі закону завжди мав право, у разі непокори, виявленої членом імператорського прізвища, позбавити його призначених законом прав і «вчиняти з ним як слушно волею Монаршою». «Непорушною запорукою всіх даних кожному члену Імператорського дому переваг поставляється — за словами закону — миролюбне поводження та зберігання сімейної тиші та згоди».
Переваги, що належать членам Імператорського прізвища, були:
1. у праві на титули, герби та ін. зовнішні переваги;
2. у праві утримання.

### Привілеї

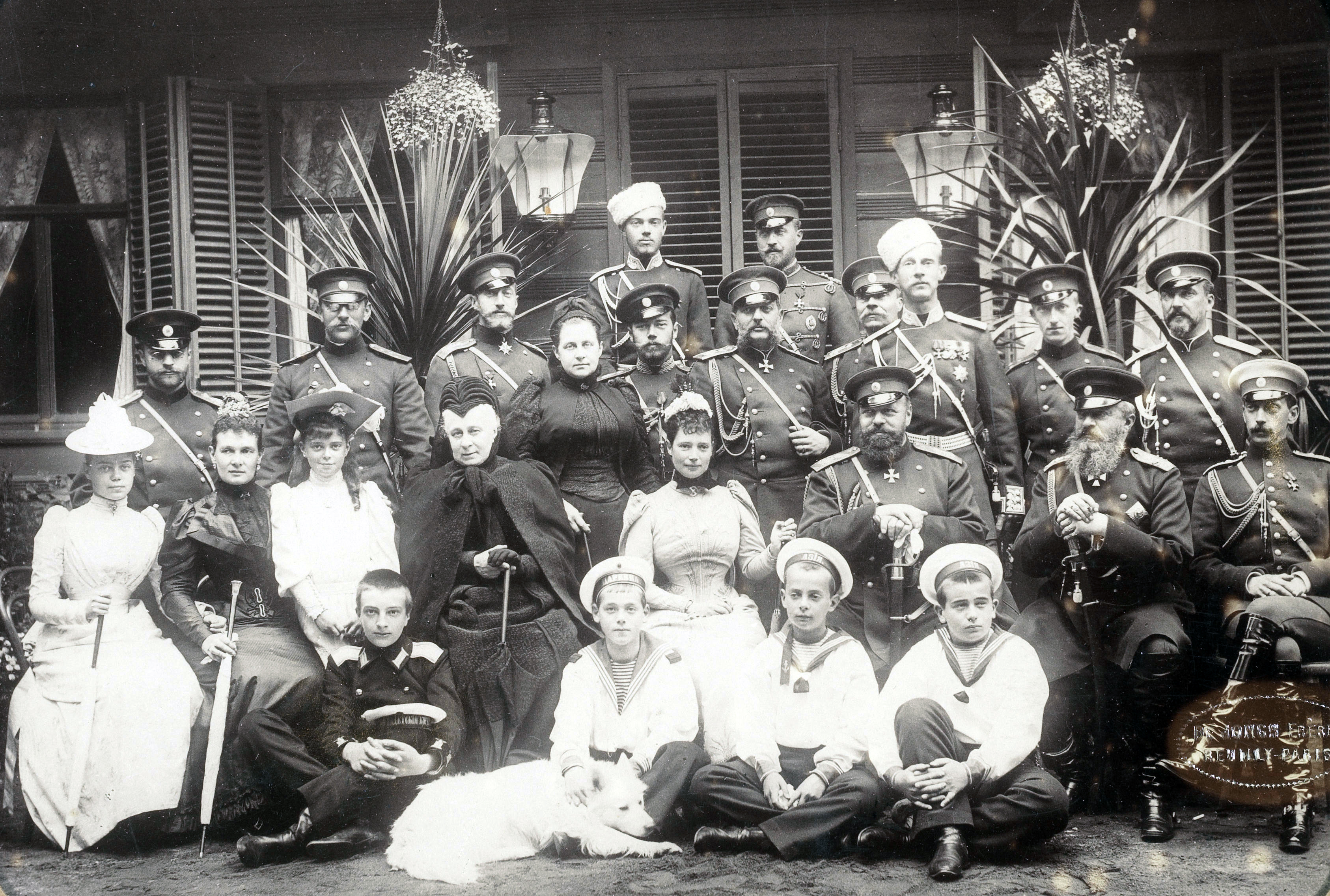
Груповий знімок деяких членів дому в 1892 році

Із загального складу імператорського прізвища виділялися: Імператриця, дружина царюючого імператора, мала титул «Імператорської Величності»; з волі імператора могла коронуватися; отримувала по 200 000 руб. на рік (понад утримання двору); користувалася середнім державним гербом як своїм особистим.
Вдова імператриця зберігала переваги, якими вона користувалася в царювання свого чоловіка; у зборах тощо вона мала перевагу перед дружиною царюючого імператора. При від'їзді Імператриці-вдови до зарубіжних країн, її утримання зменшувалося наполовину.
Спадкоємець престолу, хоч би якою мірою спорідненості він перебував із царюючим імператором, носив титул «Спадкоємця, Великого князя та Імператорської Високості». Тільки він іменувався Цесаревичем (За установою 1799 р., титул Цесаревича, на особливий розсуд Царствующего Імператора, міг присвоюватися й іншим членам Імператорської Прізвища «на відплату і відмінність особливих подвигів». Так, імператор Павло I надав титул Цесаревича великому князю Костянтину Павловичу. З 1886 р. титул Цесаревича має виняткову приналежність Спадкоємця престолу), а його дружина — Цесарівною.
Великий герб Спадкоємця Цесаревича — такий самий, як середній державний. При проїзді через губернії йому видаються рапорти з цивільної частини нарівні з коронованими особами. Спадкоємець престолу отримує зміст 100000 руб. на рік, крім утримання двору, дружині його під час шлюбу видається по 50 000 руб., у вдівстві — пенсія в 100 000 руб. на рік, крім утримання двору; при виїзді її зарубіжних країн пенсія зменшується наполовину; дітям обох статей до повноліття чи шлюбу видається по 20000 руб. кожному.
Службовцям при Спадкоємці престолу, що становить його двір, присвоєно мундири і лівреї, встановлені Імператорським Двором.

### Регалії
Члени Імператорського дому мали державний герб з деякими відмінностями, відповідно до близькості їхньої спорідненості з тим імператором, від якого вони по прямій лінії походять. У гербах князів і княжон Крові Імператорської не поміщалися герб московський на грудях і герби царств і великих князівств на крилах орла, а імператорська шата замінювалася золотою, підкладеною горностаєм і усіяною Російськими двоголовими орлами мантією.

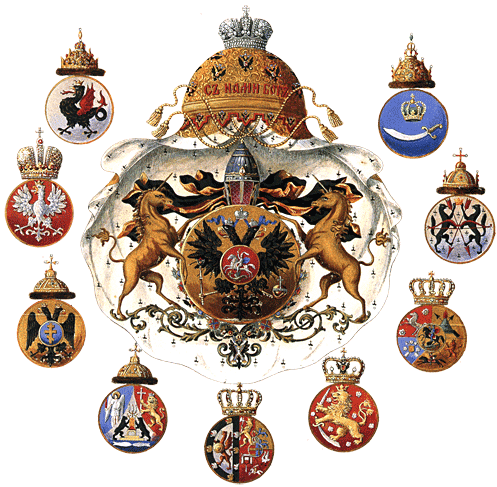
Герб внука імператора
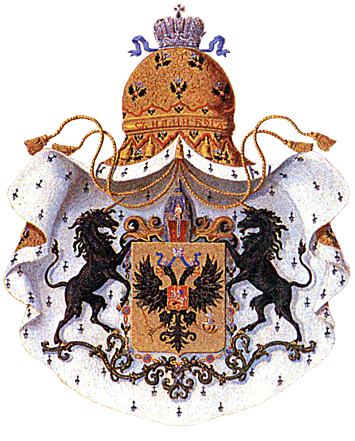
Герб правнука імператора

Ордени, одержувані при хрещенні великими князями та великими князівнами, князі та княжни з титулом Високості отримували лише після досягнення повноліття. Князі та княжни з титулом Світлості ордена скаржилися за волею імператора.
Імператриця, спадкоємець престолу і великі князі мають певні прапори, виходячи з морських статутів; тільки їм, а також великим княжнам і великим княгиням, віддаються військові та морські почесті, якщо буде на те власне їхнє дозвіл. У мундирах і лівреях служителів двору членів Імператорського Прізвища встановлено деяку різницю в кольорах.

Прапор імператриці
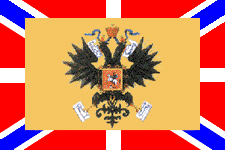
Прапор цесаревича
Прапор великого князя

### Утримання
Утримання члени Імператорського Прізвища отримували частиною сум державного казначейства, частиною з удільного майна і капіталів, утворених імператором Павлом I у видах «забезпечення на весь час становища Імператорського Прізвища і полегшення витрат державних її утримання».
За Установою 1797 р. із сум державного казначейства призначалося утримання імператриці, спадкоємцю, старшому синові спадкоємця та їх подружжю, і навіть придане нагородження великим князівнам і князівнам Крові Імператорської. У 1886 р. це було змінено: крім приданого нагородження великим князівнам і князівнам Крові Імператорської, із сум державного казначейства утримання видається імператриці, спадкоємцю, його дружині, дітям їх та всім молодшим синам і дочкам імператора, але тільки до повноліття або до шлюбу. Розмір утримання, наступного кожному Члену Імператорського Прізвища, визначено точно законом.
До 1886 р. зберігався той самий розмір утримання, який було визначено 1797 р. При заміні рахунки асигнації рахунком срібло (1843 р.) спочатку певні суми змісту були змінені; але у 1886 р. відбулося загальне скорочення змісту втричі, ніж відновлено, за рахунку на срібло, той розмір змісту, який було призначено спочатку.
Щорічні видачі, крім імператриці, спадкоємця престолу та його дружини, отримували до кінця століття лише великі князі, великі князівни та великі княгині, а також правнуки імператорів обох статей. Останні до повноліття чи шлюбу отримували по 10000 крб. на рік; після правнуки чоловічої статі при повнолітті отримують заповідне нерухоме майно, що приносить доходу 100000 руб., Крім того, грошове утримання по 30000 руб. на рік, а подружжю їх із дня вступу в шлюб й у вдівстві визначається річного змісту по 10000 крб. на рік; правнукам жіночої статі з повноліття до одруження призначається річна пенсія 15000 руб.
Приданого нагородження великим князівнам та князівнам Крові Імператорської видавалося:
- дочкам та онукам Імператора, від якого вони прямою лінією походять, по мільйону руб.;
- правнукам та праправнукам — по 100000 руб.;
- особам, які походять від імператорських праправнуків і далі — по 30000 руб.
- подальше, понад зазначене в законі, влаштування Осіб Імператорського Дому «залежить від розсуду царюючого Імператора і від стану питомих доходів».

### Одруження

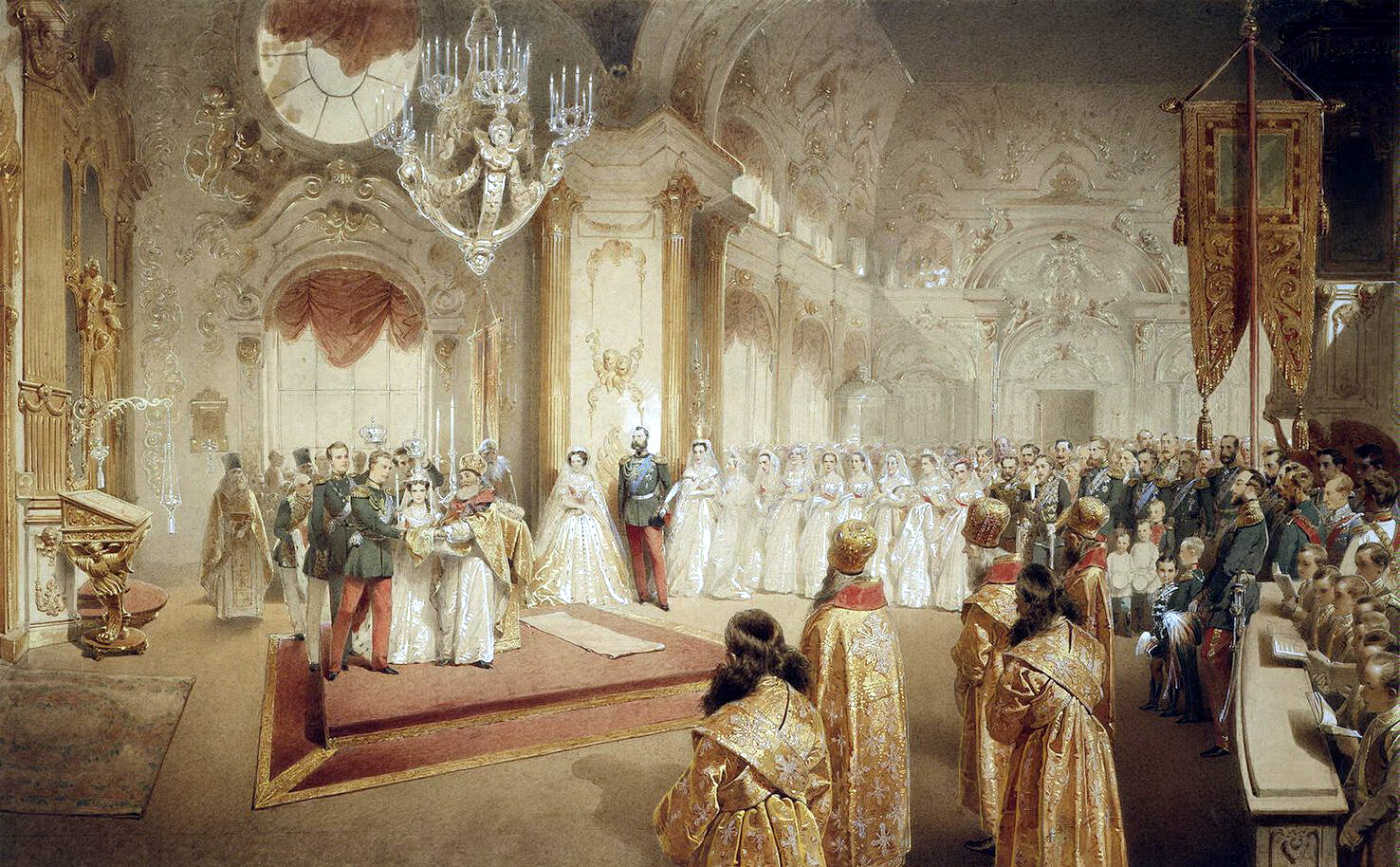
Вінчання Олександра III та Марії Федорівни

Установа про Імператорське Прізвище містила низку постанов про шлюб, повноліття, майна, спадщину тощо, що визначають цивільні права членів Імператорського Дому. Для законності шлюбу члена Імператорського Прізвища потрібно:
1. згода царюючого Імператора;
2. відповідне за походженням гідність осіб, які одружуються. Остання вимога стосується лише повідомлення прав члена Імператорського Дому. Член Імператорського дому може, з дозволу Імператора, одружитися і з особою нерівнорідною, тобто такою, що не належить ні до якого царюючого або володарського будинку, але не повідомляє йому жодних переваг.

Іменним указом міністру двору, від 23 березня 1893 р., що утворив примітку до ст. 144 Закону основного, ухвалено, що «надалі ніхто з членів Імператорського Прізвища не може одружуватися з особою, яка не має відповідної гідності, тобто не належить ні до якого царюючого або володаря».
Члени Імператорського Дому можуть одружуватися і з особами іновірними (у цьому випадку заручини та одруження можуть здійснюватися заочно, через повірених); але член Імператорського Будинку чоловічої статі, який може мати право на спадкування престолу, одружується з особливою іншою вірою не інакше, як після сприйняття нею православного сповідання. До шлюбу укладаються спеціальні шлюбні договори.
При одруженні великих князівен і князівен Крові Імператорської з іноземними принцами у цих договорах:
1. забезпечується посаг і огорожується право княжни користуватися доходами з нього протягом усього життя;
2. зазначається повернення посагу, у разі бездітної кончини, питомого відомства, за виділом дружину наступної за російськими законами частини;
3. призначається вдовина частина, з правом повернутися до Росії;
4. визначається віросповідання дітей;
5. у разі, якщо іноземний принц-чоловік оселиться у Росії, вимагається від нього зобов'язання підкоритися російським законам.

Розірвання шлюбу членів Імператорського Будинку, на підставі загальних церковних постанов, відбувається Високо затвердженим положенням Синоду.

### Опіка
Опіка про особу та майно малолітнього члена Імператорського Дому, у разі смерті батьків його або за інших, які потребують призначення опіки, обставин, довіряється опікуну, призначеному батьками. Якщо опікуна не буде призначено батьками, він обирається Імператором. Такий самий порядок застосовується і призначення опіки над майном особи Імператорської Прізвища, без дозволу Імператора, що є за кордоном.
Термін повноліття для спадкоємця — 16 років, для великих князів та князівен та для князів та князівен з титулом Високості — 20 років, для князів та князівен з титулом Світлості — 21 рік. Особа, яка досягла повноліття вступає в управління своїм майном, але до 25 років при кожній особі, що носить титул Імператорської Високості або Високості, складається особливий піклувальник, який призначається Імператором; для дійсності волі особи, яка перебуває під піклуванням, потрібно затвердження піклувальника.
При досягненні повноліття члени Імператорського Дому обох статей приносять урочисту присягу як у вірності царючому Государю та вітчизні, так і у дотриманні права спадщини та встановленого сімейного розпорядку; особи чоловічої статі разом із цією присягою приносять і присягу на вірність служби, але сама служба вважається ним з 16-річного віку. Підписана присяга зберігається в державному архіві з іншими справами, що до Імператорського Прізвища належать.

### Майно
Майна, що належать особам Імператорського Дому, поділяються на чотири категорії:
1. заповідні;
2. палацові;
3. родові;
4. придбані.

Права членів Імператорського будинку на їх майна родові та набуті визначаються загальними цивільними законами. Майна палацові, тобто приписані до змісту дворів Членів Імператорського Дому, становлять особисту власність Особ Імператорського Дому і можуть бути заповідані і ділені частинами (ст. 412, т. Х, ч. 1). Майна заповідні суть ті, що призначаються правнукам Імператора. Замість нерухомого майна, що приносить доходу 100000 руб. на рік, правнуку імператора, з Високого волі, може бути призначений відповідний за доходом грошовий капітал, який також вважається заповідним.
Заповідне майно, надане правнуку імператора, вважається даним йому особисто, але всьому його роду, і тому може бути предметом заповідальних розпоряджень; ніякі стягнення не можуть бути на нього звертані, власником воно не повинно бути знецінюваним. Власник заповідного майна має піклування про своїх малолітніх братів та сестер. Заповідне майно переходить у спадок, завжди в повному складі, до однієї особи чоловічої статі та чоловічого покоління, з дотриманням прав первородства та уявлення. У разі переходу заповідного майна від однієї лінії до іншої встановлено особливі правила. Взагалі одна особа і навіть одна лінія не може володіти двома заповідними майнами. Якщо в силу встановлених правил не виявиться зовсім осіб, які могли б успадкувати заповідне майно, то воно повертається в загальну масу питомих маєтків.
Заповіти Членів Імператорського Дому можуть бути відкриті чи таємні. І ті, й інші дійсні лише за умови затвердження їх Імператором. Таємні заповіти представляються в запечатаному конверті царюючому Імператору, але не інакше, як за його попереднім на складання оних волі. Маєтки палацові та родові можуть бути предметом заповіту, але лише відкритого. Якщо на заповідальне розпорядження щодо пологових майнов не піде найвищого визволення, то вони звертаються у спадок на підставі загальних цивільних законів. Правило це поширюється і палацові майна, якщо порядок переходу їх у спадок не встановлено актом, яким майна ці відійшли до власника.
У порядку законного успадкування, успадкування у майні Імператриці представляє ту особливість, що в ній не бере участі «старший син, як спадкоємець престолу».
Справи про майна, що належать членам Імператорського Дому, розбираються судовими установами на загальній законній підставі, причому справи про маєтки, що перебувають у завідуванні установ міністерства двору, зараховуються до справ казенного управління (див. Особливі порядки цивільного судочинства).

### Зловмиснення
Зловмиснення проти честі, здоров'я та особистої недоторканності всіх членів Імператорського Дому, незалежно від відмінності їх титулів, підводилися законодавством під поняття образи Величності, так що всі члени Імператорського Прізвища користувалися посиленою кримінальною охороною в однаковій мірі з самим імператором.
Видача себе за члена Імператорського Дому з метою вчинити в народі смуту, спрямовану проти Государя, престолу або держави, розглядається як бунт проти Верховної влади; той же злочин, вчинений з видів користі і т. ін., тягне за собою каторжні роботи на строк від 4 до 6 років (ст. 1415 Положення про покарання).

### Поховання
Поховання членів імператорської сім'ї можна знайти, переважно, у трьох місцях:
- Благовіщенська церква Олександро-Невської лаври — перша усипальниця Романових у Петербурзі. Тут поховані, переважно, другорядні члени династії XVIII століття;
- Петропавлівський собор — головна імператорська усипальниця[11];
- Великокнязівська усипальниця при Петропавлівському соборі — для молодших членів сім'ї.

## Після революції
13 липня 1918 року (за кілька днів до вбивства Миколи II та його сім'ї) Раднаркомом було прийнято декрет «Про конфіскацію майна скинутого російського імператора та членів колишнього імператорського дому».